# Jekaterina Zelenko
Jekaterina Ivanovna Zelenko (ryska: Екатери́на Ива́новна Зеле́нко, (ukrainska: Катери́на Іва́нівна Зеле́нко: Kateryna Ivanivna Zelenko), född 14 september 1916 i byn Korosjtjino i guvernementet Volynien i kejsardömet Ryssland, död 12 september 1941 nära byn Anastasievka i Sumy oblast, var en ukrainsk-sovjetisk pilot (premiärlöjtnant) och den enda kvinnan i världen som har rammat ett annat flygplan med sitt eget (luftramning). Den 5 maj 1990 erhöll hon postumt titeln "Sovjetunionens hjälte".
Zelenko föddes in i en bondefamilj i byn Korsjin, som det tionde barnet i syskonskaran. Zelenkos mamma, Natalja Vasilijevna Maksimova var ursprungligen från Kostroma-regionen och hennes far kom från Kursk-regionen. Under första världskrigets turbulens beslutade familjen att flytta in till staden Kursk.
Den 12 september 1941 gjorde Zelenko två spaningsflygningar i ett flygplan av modellen Su-2. Trots att hennes flygplan skadades under den andra flygningen, flög hon samma dag återigen ut på ett tredje uppdrag. På vägen hem från uppdraget attackerades hon och en annan stridspilot av sju tyska stridsflyg av typen Me-109. Detta skedde nära staden Romny. Det andra sovjetiska flygplanet sköts ner och tvingades fly striden. Zelenko kunde skjuta ner ett plan, och när hon fick slut på ammunition så rammade hon ännu ett tyskt plan genom att köra in i det med sitt eget flygplan. På så vis lyckades hon omintetgöra ännu en fiende, men omkom själv i attacken. 
Hennes man, Pavlo Ignatenko, befälhavare för 4:e skvadronen i samma regemente, dödades i en luftstrid 1943.